# Escudo de San Ramón de la Nueva Orán
El escudo de la ciudad de San Ramón de la Nueva Orán es el escudo oficial que utilizan las diferentes áreas y dependencias de la municipalidad de la Ciudad de Orán, capital del departamento de Orán. Está compuesto por un tapiz de plata con tres franjas de color azul o celeste, en el cantón diestro, una torre circular de piedra con la ventana y la puerta de sable. El escudo actual es similar al anterior escudo de Orán, en el que claramente en el centro se encuentra el actual escudo de esa ciudad.

## Simbolismo
Lleva al igual que el escudo original, tres franjas azules y una torre que representan las armas de Aragón. Las ramas de laurel simbolizan las glorias pasadas.

## Escudo anterior

Escudo familiar de Ramón García de León y Pizarro, fundador de San Ramón de la Nueva Orán.

El primer escudo de armas que utilizó Orán, fue adoptado en el año 1798 y en él se observa
un campo de plata como fondo, que lleva tres barras azules que representan las armas de Aragón. Rodean al escudo banderas, trofeos de guerra, flechas y picas, y en su parte superior lleva la corona de marqués. El escudo original se encuentra en la curia parroquial de la ciudad, y lleva entre otras, la firma de Bartolomé Mitre.